# Karl Gylling
Karl "Carl" Leonard Gylling, född 27 november 1890 i Grangärde, död 30 augusti 1962 i Sundbyberg, svensk dragspelsartist, kompositör och instrumentmakare. Uppträdde inledningsvis mycket ihop med sin yngre broder Eric Gylling och paret omnämndes då "Bröderna Gylling, Grängesberg". 
Carl Gylling är än mer känd för sitt mångåriga musikersamarbete med Carl Jularbo, medförande bl.a. en stor mängd grammofoninspelningar. 
I början av 1930-talet utarbetade Carl Gylling "Jularbo - Gyllings Dragspelsskola" som kom att utgöra grunden för Hagströms efterföljande dragspelsskolor. 

## Skivinspelningar i urval
- Fast i sadeln, instrumental
- Gammal klarinettvals, instrumental
- För dig och mig, med Carl Carlsson Jularbo och H. Eriksson
- Julgranshambo
- Jultomtarnas hambo, med Carl C-son Jularbo, Carl Gylling och Helge Eriksson
- Kavaljeren
- Livet i Granhede, med Carl Carlson Jularbo och H. Eriksson
- Min bästa sjömansbit, med Carl Carlsson Jularbo och Carl Gylling
- Mors lilla Olle, med Karl Karlsson Jularbo och Karl Gylling

## Filmografi
- 1952 – Kalle Karlsson från Jularbo – dragspelare